# قائمة زملاء الجمعية الملكية المنتخبين في 1701
هذه الصفحة تعرض قائمة زملاء الجمعية الملكية المُنتخبين لعام 1701.

## الزملاء
- John Perceval, 1st Earl of Egmont [الإنجليزية]‏
- John Shadwell [الإنجليزية]‏
- James Drake (physician) [الإنجليزية]‏